# Ил Чечо (Гросето)
Ил Чечо је насеље у Италији у округу Гросето, региону Тоскана.
Према процени из 2011. у насељу је живело 9 становника. Насеље се налази на надморској висини од 626 м.